# Pauahiana metallica
Pauahiana metallica är en stekelart som beskrevs av Yoshimoto 1965. Pauahiana metallica ingår i släktet Pauahiana och familjen finglanssteklar. Inga underarter finns listade i Catalogue of Life.